# Omar Khairat

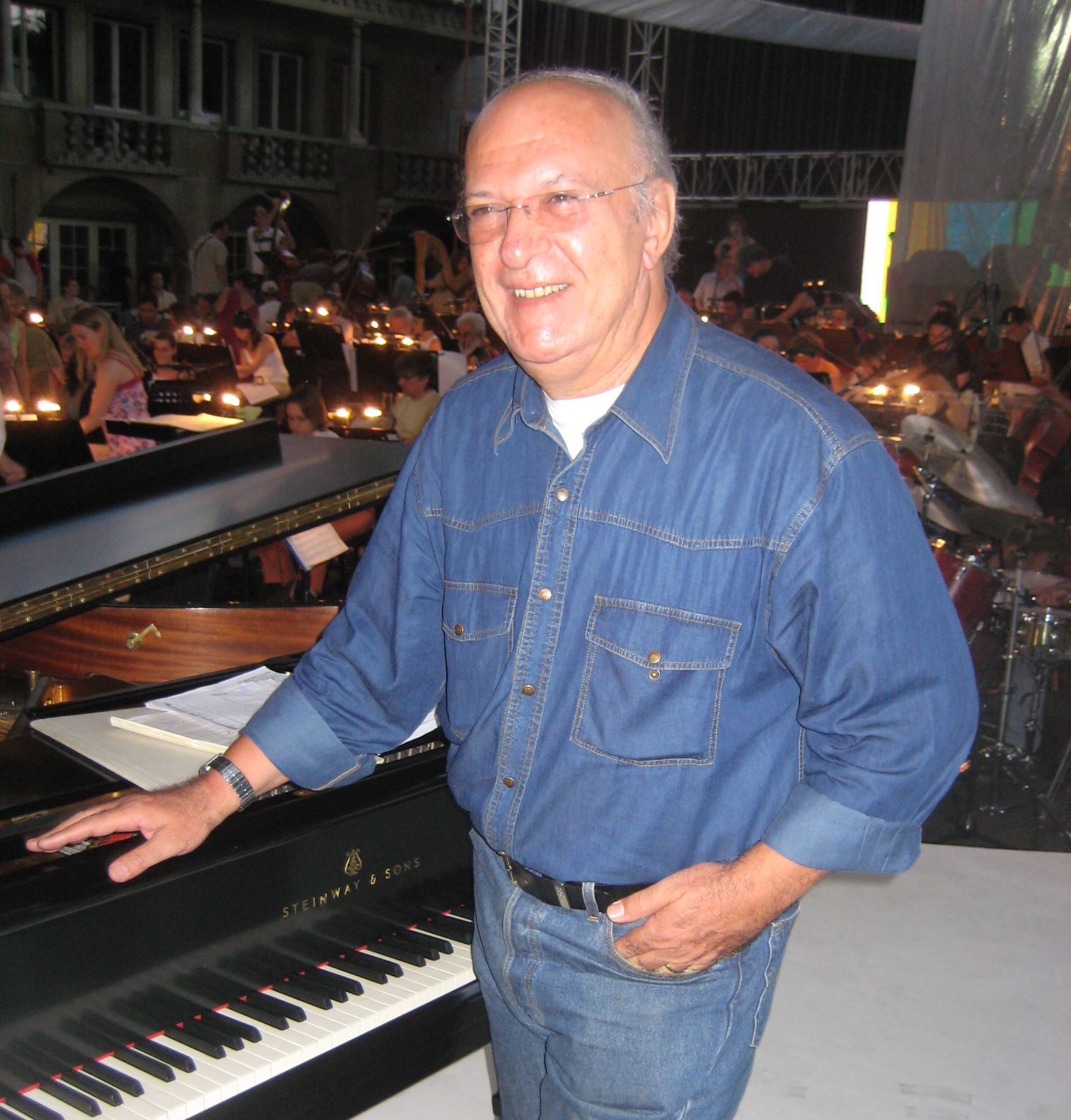
Omar Khairat

Omar Khairat (arabisch عمر خيرت, DMG ʿUmar Ḫayrat; * 11. November 1949 in Kairo) ist ein ägyptischer Komponist.

## Leben
Khairat besuchte ab 1959 das von seinem Onkel Abu-Bakr Khairat gegründete Konservatorium von Kairo, wo er Klavier und Musiktheorie studierte. Es schloss sich ein Fernstudium am Trinity College of Music in London an. Zur gleichen Zeit begann sich Khairat für Pop- und Jazzmusik zu interessieren und wurde Schlagzeuger von Wagdi Francis’  Band Les Petits Chats (mit dem Organisten Ezzat Abou Aouf und dem Gitarristen Omar Khorshid).
Seit Ende der 1970er Jahre wurde Khairat als Filmmusik-Komponist bekannt. Er komponierte die Musik zu zahlreichen Kino- und Fernsehfilmen und gilt als bekanntester Filmkomponist Ägyptens. Sein bedeutendstes sinfonisches Werk ist die Ägyptische Rhapsodie; weiterhin komponierte er u. a. zwei Ballette und zwei Operetten.

## Filmografie (Auswahl)
- 1986: Der sechste Tag (Al-yawm al-Sadis)
- 2009: Escaping Tel Aviv (Wilad al-Amm)